# Козјак (планина)
Козјак је планина у Северној Македонији и Србији. Налази се североисточно од града Куманова. Највиши врх планине је висок 1.284 метара и налази се изнад манастира Свети Прохор Пчињски. Планина је позната по томе што се на њеним обронцима подвизавао Свети Прохор Пчињски.

## Галерија
- Поглед са видиковца на путу ка Манастиру. Изнад Манастира издиже се планина Козјак.
- Гребен Козјака у близини српско-македонске границе.
- Гребен Козјака у близини српско-македонске границе.
- Гребен Козјака у близини српско-македонске границе.
- Гребен Козјака у близини српско-македонске границе.
- Пејзаж са Козјака.
- Видиковац са кога се пружа поглед на долину реке Пчиње.
- Пејзаж са Козјака.
- Ознака која усмерава на стазу која води до испоснице.